# Friedrich Rödler (Manager)
Friedrich Rödler (* 21. Juni 1950 in Wien) ist ein österreichischer Manager. Er war von 2002 bis 2013 Territory Senior Partner (entspricht dem CEO) von PricewaterhouseCoopers (PwC) in Österreich. Seit 2012 ist er Vorsitzender des Aufsichtsrates der Erste Group. Im Juni 2014 wurde er in den Aufsichtsrat der ÖIAG berufen.

## Biografie
Rödler studierte Mathematik, Informatik und Betriebswirtschaftslehre an der TU Wien und der WU Wien und trat 1976 in das internationale Beratungsunternehmen Arthur Andersen ein. 1979 wurde er zum Steuerberater, 1982 auch zum Wirtschaftsprüfer berufen. 1990 wechselte er als Partner zur damaligen Price Waterhouse und wurde 1996 zum Senior Partner ernannt. 2002 schließlich übernahm er als Territory Senior Partner die Führung der PwC-Gruppe in Österreich. Zum 30. Juni 2013 trat er bei PwC in den Ruhestand und ist seither als selbstständiger Wirtschaftstreuhänder tätig.
Seit 2004 war er Mitglied des Aufsichtsrates der Erste Bank, ab 2011 auch der Erste Group. Im Mai 2012 wurde er Vorsitzender des Aufsichtsrates.
2011 wurde Friedrich Rödler vom Bundespräsidenten der Titel Professor verliehen.
Rödler ist Vizepräsident der Amerikanischen Handelskammer in Österreich. Rödler ist Mitglied des Fachsenates für Steuerrecht der Kammer der Wirtschaftstreuhänder und Vorsitzender der Tax Policy Group der FEE (Federation of European Accountants). Von 2012 bis 2016 war er Mitglied in der von der Europäischen Kommission einberufenen Tax Good Governance Platform.
Rödler ist verheiratet und hat zwei Kinder.